# Probot
Probot är ett heavy metal sidoprojekt skapat av ex-Nirvana-trummisen och Foo Fighters sångare och gitarrist  Dave Grohl. Ursprungligen en samling av instrumentala HM-låtar han spelat in, fick han inspirationen att plocka in en individuell sångare till respektive låt från dels Santana's Supernatural-album samt Iommis solo-platta där även Grohl medverkade på ett spår. På Probot spelar han de flesta instrumenten själv och flera låtar gästas av hans gamla heavy metal-idoler som till exempel Lemmy (Motörhead) och King Diamond (Mercyful Fate) vilkas låtar han faktiskt skrev särskilt för att passa dem. Även Chuck Schuldiner var påtänkt för projektet. På låten "Shake Your Blood" spelar Lemmy basgitarr. Han skrev också texten till låten.
För utförligare info se engelska Wiki.

## Medlemmar
- Dave Grohl – gitarr, basgitarr, trummor, bakgrundssång

Bidragande personer
- Kim Thayil – gitarr
- Cronos (Conrad Lant) – sång, basgitarr
- Max Cavalera – sång
- Lemmy – sång, basgitarr
- Mike Dean – sång
- Kurt Brecht – sång
- Lee Dorrian – sång
- Scott "Wino" Weinrich – sång, gitarr
- Tom G. Warrior – sång
- Denis "Snake" Bélanger – sång
- Eric Wagner – sång
- King Diamond – sång
- Jack Black – sång, gitarr
- Bubba Dupree – gitarr
- Erol Uenala – gitarr
- Matt Sweeney – gitarr
- Stephen O'Malley – design
- Michel "Away" Langevin – cover art

## Diskografi
Album
- 2004 – Probot [5][6]

Singlar
- 2003 – "Centuries of Sin" / "The Emerald Law"
- 2003 – "Probot"
- 2004 – "Radiopromotion Singles"
- 2004 – "Shake Your Blood"